# Le Grand Schisme
Le Grand Schisme est un livre du sociologue français Raymond Aron paru en 1948.